# Assien Bohmers

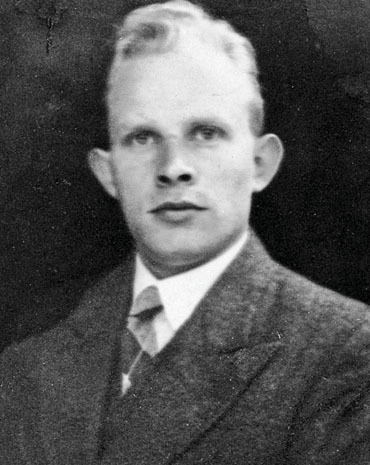
J.C. Bohmers

Assien Bohmers, geboren als Johan Christiaan Böhmers, (Vorname auch: Azzien, Nachname auch Bommers, Böhmers oder Bëmmers; * 16. November 1912 in Zutphen, Niederlande; † Anfang Mai 1988 in Göteborg, Schweden) war ein niederländischer Archäologe und Geologe in Diensten der Himmlerschen Organisation Forschungsgemeinschaft Deutsches Ahnenerbe.

## Leben
Die unterschiedlichen Namensschreibweisen Bohmers’ entstanden aus seinem betonten friesischen Nationalitätsbewusstsein und seiner späteren Tätigkeit in Deutschland.

### Jugend und Ausbildung
Bohmers war der Sohn eines Krankenpflegers aus Zutphen und Lolkje Uiterwijk aus Harlingen. Nach dem Besuch der Hogere Burgerschool (HBS) studierte Bohmers Geologie und Paläontologie an der Universität von Amsterdam. Während seiner Studienzeit trat er dem AJC, der Jugendorganisation der niederländischen sozialistischen Sozial-Demokratischen Arbeiterpartei (Sociaal Democratische Arbeiders Partij) bei. Er arbeitete später als Dozent am Institut für Biologie und Archäologie der Universität von Groningen.

### SS-Ahnenerbe
Bohmers bewarb sich bei der SS-Organisation Ahnenerbe mit einem Foto und schriftlichen Unterlagen, die seine arische Abstammung beweisen sollten. Er gab eine friesisch-nationale Einstellung vor; in seinen Vorfahren mütterlicherseits war allerdings lediglich eine friesische Großmutter nachweisbar.
Als Abteilungsleiter für Vorgeschichte in der SS-Organisation Forschungsgemeinschaft Deutsches Ahnenerbe führte er eine Reihe von Forschungs-Expeditionen durch, darunter 1937–1938 Ausgrabungen in Bayern in den Mauerner Höhlen und im Juli 1939 im österreichischen Nikolsburg. Die Ausgrabungen standen unter der persönlichen Aufsicht Heinrich Himmlers.
Sie sollten eine wissenschaftliche Begründung für die nationalsozialistische Rassentheorie von arischen Herrenmenschen ergeben. Bohmers ordnete seine Fundstücke aus Deutschland den Cro-Magnon-Menschen zu und behauptete wunschgemäß, Deutschland sei die Heimat der nordischen (arischen) Rasse gewesen. Die Thesen wurden auf Ausstellungen in Frankreich und Belgien verbreitet.
In den Jahren 1939, 1941 und 1943 führte er für das "Ahnenerbe" in Dolní Vestonitse im okkupierten Reichsprotektorat Böhmen und Mähren Ausgrabungen an einem Rastplatz altsteinzeitlicher (spätes Pleistozän) Jäger durch, nachdem der tschechische Gelehrte Karel Absolon aus der Grabung und aus dem Mährischen Landesmuseum verdrängt worden war.
Nach der deutschen Besetzung der Niederlande im Zweiten Weltkrieg wirkte Bohmers auf eigenen Wunsch als Berater für die SS. Im Mai 1941 habilitierte sich der promovierte Bohmers an der Universität Wien.

### Nach dem Zweiten Weltkrieg
Nach Kriegsende war er interniert und gab aufgrund seiner jahrelangen Arbeit beim SS-Ahnenerbe vor dem Nürnberger Militärgerichtshof eine Zeugenaussage ab.
In den 1960er Jahren beteiligte sich er an der Herstellung von gefälschten friesischen Felszeichnungen. Die Ermittlungen rund um den Fall des Amateurarchäologen Tjerk Vermaning beendeten schließlich die Universitätskarriere Bohmers. Der schon zuvor stark umstrittene Wissenschaftler wurde wegen unerlaubtem Waffenbesitz verurteilt und schied „in Ehren“ aus dem Universitätsbetrieb in Groningen aus.

## Veröffentlichungen
- Die Ausgrabungen in den Höhlen von Mauern. In: Forschungen und Fortschritte, Jg. 15, Nr. 14. 10. Mai 1939, S. 183–185, ISSN 0367-2794.
- Die Aurignacgruppe. Eine Einteilung der ältesten Kunst der Urzeit (Beiheft zu Germanien; 3). Ahnenerbe-Stiftung-Verlag, Berlin-Dahlem 1942.